# العلاقات بين كوسوفو وقطر
العلاقات الكوسوفية القطرية هي العلاقات الخارجية الرابطة بين كوسوفو وقطر. أعلنت كوسوفو استقلالها عن صربيا في 17 فبراير 2008، واعترفت بها قطر في 7 يناير 2011. ومنذ تلك الفترة، طور البلدان علاقات ثنائية تتصف بالاعتراف المتبادل والمصالح المشتركة، في المجال السياسي والاقتصادي.
تم مناقشة قضية حرب كوسوفو في قطر من قبل أعضاء منظمة التعاون الإسلامي في عام 1998.  في 7 يناير 2011، أصبحت قطر الدولة الثالثة والسبعين التي تعترف رسمياً باستقلال كوسوفو. وفي حدود ذلك الوقت، صوتت قطر لصالح عضوية كوسوفو في البنك الدولي.  وفي مايو 2015، قام نائب وزير خارجية كوسوفو، بيتريت سليمي، بزيارة إلى قطر، وناقش مع المسؤولين القطريين الفرص المتاحة لتعزيز التعاون في مجالات مثل الاقتصاد والتعليم.  ويعمل بعض من جاليات كوسوفو الشباب في قطر، خاصة في قطاع الخدمات، بسبب فرص العمل الجيدة والرواتب المرتفعة. 

## العلاقات السياسية
وفي أعقاب اعتراف قطر باستقلال كوسوفو، واصل البلدان تطوير العلاقات والحفاظ عليها. وبعد فترة وجيزة في سبتمبر 2019، افتتحت كوسوفو سفارتها في الدوحة، عاصمة دولة قطر، بهدف تعزيز العلاقات الثنائية وتعزيز التعاون. 
واصلت كوسوفو وقطر في تطوير العلاقات بينهما من خلال اللقاءات رفيعة المستوى. في مارس 2022، زارت رئيسة كوسوفو آنذاك، فيوسا عثماني، قطر تقديرا لدعمهم المستمر. وأشادت عثماني بشكل خاص بالعلاقات الثنائية المتطورة بين البلدين والالتزام السياسي القائم بين الزعيمين لتحسين تعاونهما. 
في 31 يناير 2024، نشرت عثماني منشورًا على إكس معلنة فيه القرار المتخذ بالتعاون مع الجانب القطري بشأن اتفاقية الإعفاء المتبادل من التأشيرة قريبًا، مما يسمح للمواطنين القطريين والكوسوفيين بزيارة بعضهم البعض بدون مشقة. 

## العلاقات الاقتصادية
استمرت العلاقات الاقتصادية بين قطر وكوسوفو في التحسن بفضل اتفاقيات رفيعة المستوى، مما أدى إلى ارتفاع حجم التجارة والاستثمار بين البلدين. في فبراير 2024، زارت الرئيسة عثماني قطر بهدف الترويج لمزيد من فرص الاستثمار في كوسوفو. وأكدت على فوائد الاستثمار في قطاعات معينة، مثل الزراعة والطاقة والضيافة. ثم أقرت الدولة القطرية بالمزايا التي يمكن أن يجنيها رجال الأعمال القطريون من الاستثمار في كوسوفو، وخاصةً في قطاعي التعدين والطاقة. 
بعد المناقشات الإيجابية بين الطرفين، تم التوقيع على مذكرة تفاهم في 21 نوفمبر 2024 بين غرفة تجارة كوسوفو وغرفة قطر. تهدف هذه الاتفاقية إلى تعزيز العلاقات التجارية والاقتصادية بين قطر وكوسوفو. ويعتزم البلدان تحقيق ذلك من خلال تسهيل تبادل المعلومات، وتنظيم اجتماعات العمل والمعارض، بالإضافة إلى تعزيز التعاون بين رجال الأعمال والمستثمرين من كلا البلدين، وتشجيع فرص الاستثمار الأجنبي في كوسوفو. 
تلتزم مجموعة قطر الخيرية، بقيادة الرئيس التنفيذي يوسف بن أحمد الكواري، بتنفيذ عدد من مشاريع التنمية في كوسوفو. وتشمل هذه المشاريع مركز الدوحة للطوارئ الطبية في بودوييف. ومن المتوقع أن يخدم المركز الطبي 80 ألف مريض، من خلال الحفاظ على خدمة الرعاية الصحية ذات الجودة العالية. ومن بين المبادرات الرئيسية الأخرى للمشروع مركز قطر الإسلامي. ومن المقرر أن يضم المركز مسجدًا ومرافق ثقافية ومتاجر وقفية ليستفيد منه 20 ألف فرد. وقدّم رئيس وزراء كوسوفو آنذاك، ألبين كورتي، شكره الرسمي لمجموعة قطر الخيرية، للمساهمات التي قدمتها خلال 25 عاماً. وأكد كورتي على الأهمية الاستراتيجية للمشاريع التي تنفذها قطر الخيرية. وتعكس هذه الجهود التي وجدت دعما كبيرا من أمير دولة قطر الشيخ تميم بن حمد آل ثاني، التزام دولة قطر وهدفها المتمثل في توفير التنمية والاستقرار المفيدين في الدول الصديقة مثل كوسوفو.

## العلاقات الثقافية والتعليمية
قدمت قطر العديد من المنح الدراسية لطلاب كوسوفو، مما أتاح لهم فرص لمتابعة دراساتهم العليا في مؤسسات مرموقة بالدوحة. وقد تعاونت مبادرة قطر للمنح الدراسية، التي يقودها صندوق قطر للتنمية، مع العديد من الشركاء الأكاديميين المتميزين لتوفير فرص تعليمية قيّمة للطلاب الموهوبين دوليًا، بمن فيهم طلاب كوسوفو. 
كما عُقدت اجتماعات رفيعة المستوى بين مسؤولي دولة قطر وكوسوفو، مما عزز العلاقات بين البلدين بشكل أكبر. وفي أغسطس 2022، حضر وزير الثقافة القطري، الشيخ عبد الرحمن بن حمد آل ثاني، اجتماعًا مع وزير الثقافة والشباب والرياضة في كوسوفو، حجر الله تشيكو، بهدف تحسين الروابط الثقافية، إلى جانب مجالات أخرى ذات اهتمام مشترك. 